# Holmtjärnen (Tärna socken, Lappland, väster om Skorvfjället)
Holmtjärnen är en sjö i Storumans kommun i Lappland och ingår i Umeälvens huvudavrinningsområde. Sjön har en area på 0,345 kvadratkilometer och ligger 637,1 meter över havet.

## Delavrinningsområde
Holmtjärnen ingår i det delavrinningsområde (729723-146450) som SMHI kallar för Utloppet av Holmtjärn. Medelhöjden är 689 meter över havet och ytan är 2,94 kvadratkilometer. Räknas de 2 avrinningsområdena uppströms in blir den ackumulerade arean 6,75 kvadratkilometer. Vattendraget som avvattnar avrinningsområdet har biflödesordning 2, vilket innebär att vattnet flödar genom totalt 2 vattendrag innan det når havet efter 398 kilometer. Avrinningsområdet består mestadels av skog (74 procent) och kalfjäll (14 procent). Avrinningsområdet har 0,35 kvadratkilometer vattenytor vilket ger det en sjöprocent på 11,8 procent.